# Lepidotermes
Lepidotermes es un género de termitas isópteras perteneciente a la familia Termitidae que tiene las siguientes especies:
1. Lepidotermes amydrus
2. Lepidotermes goliath
3. Lepidotermes lounsburyi
4. Lepidotermes mtwalumi
5. Lepidotermes planifacies
6. Lepidotermes pretoriensis
7. Lepidotermes scalenus
8. Lepidotermes simplex
9. Lepidotermes vastus